# Begraafplaats van Chièvres
De Begraafplaats van Chièvres is een gemeentelijke begraafplaats in de Belgische gemeente Chièvres. De begraafplaats ligt aan de Grand'Rue op 560 m ten noordoosten van het centrum (Grand'Place). Ze heeft een rechthoekig grondplan met vooraan het oorspronkelijke deel dat wordt omgeven door een bakstenen muur en achteraan een jonger gedeelte dat later werd ingericht. De toegang bestaat uit een tweedelig traliehek. Centraal staat een groot Christuskruis ter herdenking aan de gesneuvelde gemeentenaren uit de Eerste Wereldoorlog. 
Er liggen vier graven van Poolse gesneuvelden uit de Tweede Wereldoorlog.

## Britse oorlogsgraven
Direct links na de toegang ligt een vak met burgerlijke graven waarrond langs een haag 58 Britse gesneuvelden uit de Tweede Wereldoorlog begraven liggen. Het Cross of Sacrifice staat aan een hoek van dit vak. De slachtoffers zijn allemaal bemanningsleden van de Britse, Canadese, Australische of Nieuw-Zeelandse luchtmacht. De graven worden onderhouden door de Commonwealth War Graves Commission en staan er geregistreerd onder Chievres Communal Cemetery.

### Geschiedenis
Het Britse expeditieleger was betrokken bij de latere fase van de verdediging van België na de Duitse invasie in mei 1940. Bij de terugtrekking en evacuatie van de Britse troepen uit Duinkerke vielen vele slachtoffers. Pas in september 1944 keerden de Commonwealht-troepen terug, maar in de tussenliggende jaren werden veel vliegeniers neergeschoten of stortten neer tijdens hun missies boven België en Duitsland. 
Vanaf 1941 was er een belangrijke Luftwaffe-vliegbasis bij Chievres, die tussen november 1943 en 3 september 1944 eenentwintig keer door de geallieerden werd aangevallen.

### Graven
- Jurgis Faliejevas, piloot-navigator bij de Royal Air Force Volunteer Reserve diende onder het alias G. Cockayne.

#### Onderscheiden militairen
- G.R. Bond en Victor Waterhouse werden onderscheiden met het Distinguished Flying Cross (DFC).
- John F. Edwards en Ronald Underwood, werden onderscheiden met de Distinguished Flying Medal (DFM).

Zij waren alle vier vliegeniers bij de Royal Air Force Volunteer Reserve.